# Старомерчицька селищна рада
Староме́рчицька се́лищна ра́да — адміністративно-територіальна одиниця та орган місцевого самоврядування в Валківському районі Харківської області. Адміністративний центр — селище міського типу Старий Мерчик.

## Загальні відомості
- Старомерчицька селищна рада утворена в 1919 році.
- Територія ради: 80,43 км²
- Населення ради: 3 235 осіб (станом на 2001 рік)
- Територією ради протікає річка Мерла.

## Населені пункти
Селищній раді підпорядковані населені пункти:
- смт Старий Мерчик
- с-ще Газове
- с. Добропілля
- с. Золочівське
- с. Мічурінське
- с-ще Привокзальне

## Склад ради
Рада складається з 20 депутатів та голови.
- Голова ради: Лещенко Олексій Васильович
- Секретар ради: Андріянова Яніна Павлівна

### Керівний склад попередніх скликань
| Прізвище, ім'я, по батькові | Основні відомості                                                        | Дата обрання | Дата звільнення |
| --------------------------- | ------------------------------------------------------------------------ | ------------ | --------------- |
| Лещенко Олексій Васильович  | Селищний голова, 1958 року народження, освіта вища, безпартійний         | 26.03.2006   | 31.10.2010      |
| Лещенко Олексій Васильович  | Селищний голова, 1958 року народження, освіта вища, член Партії регіонів | 31.10.2010   |                 |

Примітка: таблиця складена за даними сайту Верховної Ради України

### Депутати
За результатами місцевих виборів 2010 року депутатами ради стали:

#### За суб'єктами висування
| Суб'єкт висування            | Кількість обраних депутатів | %  |
| ---------------------------- | --------------------------- | -- |
| Партія регіонів              | 15                          | 75 |
| Самовисування                | 4                           | 20 |
| Соціалістична партія України | 1                           | 5  |

#### За округами
| № округу                     | Прізвище, ім'я, по батькові      | Дата визнання обраним | Освіта             | Партійна приналежність                        | Відомості про обраного депутата                                      |
| ---------------------------- | -------------------------------- | --------------------- | ------------------ | --------------------------------------------- | -------------------------------------------------------------------- |
| Партія регіонів              |                                  |                       |                    |                                               |                                                                      |
| 1                            | Курилишин Олег Володимирович     | 03.11.2010            | вища               | член Партії регіонів                          | Харківський НТУСГ ім. Василенка, начальник навчально-дослідного поля |
| 2                            | Колєснік Віталій Олександрович   | 03.11.2010            | середня спеціальна | член Партії регіонів                          | ЮліївськийЦВНГКА, диспетчер                                          |
| 3                            | Ткач Олександр Олегович          | 03.11.2010            | вища               | член Партії регіонів                          | ЮліївськийЦВНГКА, майстер                                            |
| 4                            | Цицюра Михайло Валентинович      | 03.11.2010            | вища               | член Партії регіонів                          | ЮліївськийЦВНГКА, машиніст                                           |
| 5                            | Однороб Віталій Олександрович    | 03.11.2010            | вища               | член Партії регіонів                          | ЮліївськийЦВНГКА, начальник                                          |
| 7                            | Кіріченко Олена Анатоліївна      | 03.11.2010            | середня спеціальна | член Партії регіонів                          | Будинок людини похилого віку, сестра господиня                       |
| 8                            | Зятько Валентина Миколаївна      | 03.11.2010            | вища               | член Партії регіонів                          | пенсіонер                                                            |
| 9                            | Хромов Юрій Петрович             | 03.11.2010            | вища               | член Партії регіонів                          | фізична особа-підприємець                                            |
| 11                           | Андріянова Яніна Павлівна        | 03.11.2010            | середня спеціальна | член Партії регіонів                          | Старомерчицька селищна рада, секретар                                |
| 12                           | Бескровцев Андрій Вікторович     | 03.11.2010            | вища               | член Партії регіонів                          | ЮліївськийЦВНГКА, оператор                                           |
| 13                           | Аніпатова Олена Миколаївна       | 03.11.2010            | середня спеціальна | член Партії регіонів                          | Старомерчицька селищна рада, спеціаліст                              |
| 14                           | Танянський Микола Васильович     | 03.11.2010            | вища               | член Партії регіонів                          | ЮліївськийЦВНГКА, інженер                                            |
| 16                           | Путятін Анатолій Володимирович   | 03.11.2010            | середня            | член Партії регіонів                          | ЮліївськийЦВНГКА, оператор                                           |
| 18                           | Стась Леонід Миколайович         | 03.11.2010            | вища               | член Партії регіонів                          | Старомерчицька загальноосвітня школа І-ІІІ ст., вчитель              |
| 19                           | Омельковець Микола Іванович      | 11.11.2013            | середня спеціальна | член Партії регіонів                          | Старомерчицька ЗОШ I–III ст., вчитель                                |
| Соціалістична партія України |                                  |                       |                    |                                               |                                                                      |
| 6                            | Богмацер Світлана Валеріївна     | 03.11.2010            | вища               | позапартійна                                  | Старомерчицька загальноосвітня школа І-ІІІ ст., вчитель              |
| Самовисування                |                                  |                       |                    |                                               |                                                                      |
| 10                           | Розумний Леонід Григорович       | 03.11.2010            | середня            | позапартійний                                 | ЮліївськийЦВНГКА, водій                                              |
| 15                           | Завізіон Віталій Миколайович     | 03.11.2010            | вища               | член Всеукраїнського об'єднання «Батьківщина» | ЮліївськийЦВНГКА, інженер                                            |
| 17                           | Рисований Олександр Анатолійович | 03.11.2010            | вища               | позапартійний                                 | ПАП Агрофірма «Восток», бригадир                                     |
| 20                           | Тичина Світлана Петрівна         | 03.11.2010            | середня спеціальна | позапартійна                                  | ПАП Агрофірма "Восток, завідувачка току                              |